# Jan Henryk Dąbrowski
Jan Henryk Dąbrowski (pronunție în poloneză [ˈjan ˈxɛnrɨɡ dɔmˈbrɔfskʲi]; cunoscut și sub numele de Johann Heinrich Dąbrowski (Dombrowski) în germană și Jean Henri Dombrowski în franceză; n. 29 august 1755  - d. 6 iunie 1818) a fost un general și om de stat polonez, care a fost foarte respectat după moartea sa pentru atitudinea sa patriotică și este considerat un erou național.
Dąbrowski a servit inițial în Armata Regală Saxonă și s-a alăturat Armatei Uniunii Polono-Lituaniene în 1792, cu puțin timp înainte de A doua împărțire a Poloniei. El a fost promovat la gradul de general în timpul Insurecției lui Kościuszko din 1794. După cea de-a treia împărțire a Poloniei, care a pus capăt existenței Poloniei ca stat independent, Dąbrowski s-a implicat activ în promovarea cauzei independenței poloneze în străinătate. El a fost fondatorul Legiunilor Poloneze din Italia, care au servit sub comanda lui Napoleon începând din 1795, și în calitate de general în armatele italiană și franceză a contribuit la restabilirea pentru o scurtă perioadă a statului polonez în timpul Răscoalei din Polonia Mare din 1806. A participat la Războaiele Napoleoniene, îndeosebi la Războiul Polono-Austriac și la Campania din Rusia până în 1813. După înfrângerea lui Napoleon, a acceptat o poziție de senator în Polonia Congresului, entitate politică aflată sub suzeranitatea rusă, și a fost unul dintre organizatorii Armatei Poloniei Congresului.
Imnul național polonez, „Polonia nu a pierit încă”, scris și cântat pentru prima dată de legionarii polonezi, menționează numele lui Dąbrowski și este cunoscut și sub numele de „Mazurca lui Dąbrowski”.

## Tinerețea și educația

### În Saxonia și Polonia
S-a născut în familia lui Jan Michał Dąbrowski și a soției sale, Zofia Maria Dąbrowska (născută Sophie von Lettow), în satul Pierzchów de pe teritoriile Coroanei Regatului Poloniei, la 29 august 1755. A crescut în orașul Hoyerswerda din Principatul Saxoniei, unde tatăl său slujea cu gradul de colonel în Armata Saxonă. S-a alăturat Gărzii Călare Regale Saxone în 1770 sau 1771. Familia lui era de origine poloneză. Cu toate acestea, în copilărie și tinerețe a crescut înconjurat de cultura germană din Saxonia și a obișnuit să-și scrie numele în forma germanizată Johann Heinrich Dąbrowski. A luptat apoi în Războiul Succesiunii Bavareze (1778-1779), în cursul căruia tatăl său a murit. La scurt timp, în 1780, s-a căsătorit cu Gustawa Rackel. A locuit la Dresda și a avansat constant în grad, devenind Rittmeister (grad echivalent cu cel de căpitan) în 1789. Johann Heinrich Dąbrowski a ocupat funcția de adjutant general al regelui Frederic Augustus I al Saxoniei din 1788 până în 1791.

## Cariera militară
Răspunzând apelului Seimului polonez de patru ani către toți polonezii care slujeau în străinătate pentru a se alătura Armatei Poloneze și neobservând prea multe oportunități de  avansare în cariera militară în pașnicul regat al Saxoniei, Dąbrowski s-a alăturat la 28 iunie 1792 Armatei Uniunii Polono-Lituaniene cu gradul de podpułkownik (locotenent-colonel), iar la 14 iulie 1792 a fost avansat la gradul de wicebrygadier. Erau ultimele săptămâni ale Războiului Polono-Rus din 1792, așa că Dąbrowski nu a participat la nicio luptă. Nefiind familiarizat cu substraturile politicii poloneze, s-a alăturat, la fel ca mulți dintre susținătorii regelui Poniatowski, Confederației de la Targowica la sfârșitul anului 1792.
Dąbrowski a fost considerat un expert în domeniul cavaleriei, iar regele Stanisław August Poniatowski a fost interesat personal să-și obțină serviciile lui. În calitate de cavalerist educat la o școală militară din Dresda, sub îndrumarea contelui Maurice Bellegarde, un reformator al cavaleriei Armatei Saxone, Dąbrowski a fost solicitat să contribuie la modernizarea cavaleriei poloneze, fiind repartizat în Brigada 1 Cavalerie din Polonia Mare (1 Wielkpolska Brygada Kawalerii Narodowej). În ianuarie 1793, când se afla încartiruit în jurul orașului Gniezno cu două unități de cavalerie, formate din aproximativ 200 de militari, el a opus rezistență armatei prusace invadatoare care a intrat în Polonia în urma celei de-a doua împărțiri a Poloniei și a devenit apoi un activist politic care a pledat pentru continuarea luptei militare împotriva ocupanților.
Seimul de la Grodno, care și-a ținut ședințele în toamna anului 1793, l-a nominalizat ca membru într-o comisie militară; această nominalizare l-a făcut să fie privit cu suspiciune de majoritatea militarilor nemulțumiți, așa că el nu a fost inclus în acțiunile de pregătire a viitoarei insurecții. Astfel, Dąbrowski a fost luat prin surprindere atunci când a izbucnit Insurecția lui Kościuszko, iar militarii brigăzii sale s-au răzvrătit. El și-a declarat sprijinul pentru insurgenți abia după eliberarea Varșoviei, iar începând de atunci a participat în mod activ la insurecție, apărând Varșovia și conducând un corp de armată în sprijinul revoltei din Polonia Mare. Curajul său a fost lăudat chiar de Tadeusz Kościuszko, comandantul suprem al Forțelor Armate Naționale, care l-a avansat la gradul de general.

### În serviciul lui Napoleon

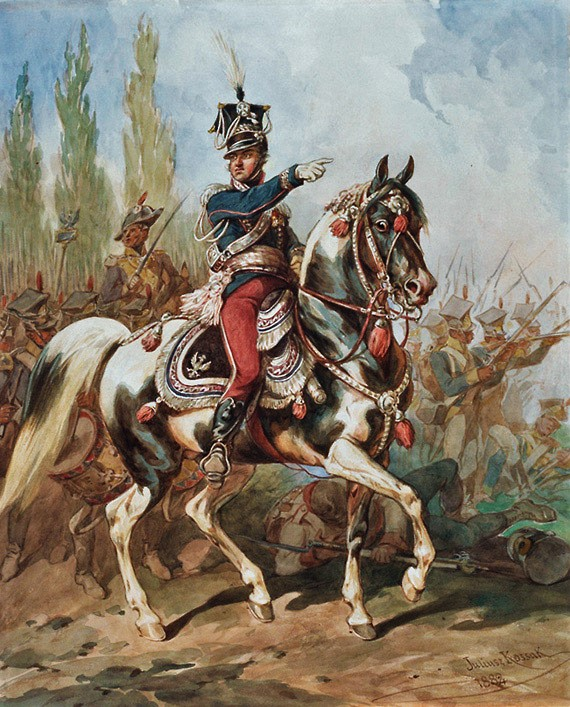
Jan Henryk Dąbrowski în fruntea Legiunilor Poloneze.

După înfrângerea insurecției, el a rămas în Polonia împărțită pentru o perioadă, încercând să convingă autoritățile prusace că au nevoie de Polonia ca aliat împotriva Austriei și Rusiei. Nu a reușit și, odată cu a treia împărțire a Poloniei între Rusia, Prusia și Austria, Polonia a dispărut de pe harta Europei. Următoarea soluție a lui Dąbrowski a fost să convingă Republica Franceză că ar trebui să sprijine cauza poloneză și să creeze o unitate militară poloneză. Această inițiativă s-a dovedit a avea mai mult succes și, într-adevăr, Dąbrowski este amintit în istoria Poloniei ca organizator al Legiunilor Poloneze din Italia în timpul Războaielor Napoleoniene. (Aceste legiuni sunt adesea cunoscute sub numele de „Legiunile lui Dąbrowski”.) Acest eveniment a dat speranță cetățenilor polonezi contemporani și este încă amintit în imnul național polonez, care poartă numele lui Dąbrowski. El a început activitatea de creare a legiunilor poloneze în 1796, când a venit la Paris, și la scurt timp după aceea l-a întâlnit pe Napoleon Bonaparte la Milano. La 7 ianuarie 1797 a fost autorizat de Republica Cisalpină să creeze legiunile poloneze, care urmau să facă parte din armata nou-înființatei Republici Lombardia.
În aprilie 1797 Dąbrowski a propus un plan pentru înaintarea legiunilor către teritoriile poloneze din Galiția, dar acesta a fost blocat de Napoleon care a decis în schimb să folosească acele trupe pe frontul italian. Soldații polonezi ai lui Dąbrowski au luptat de partea lui Napoleon din mai 1797 până la începutul anului 1803. În calitate de comandant al legiunii sale, el a jucat un rol important în războiul din Italia, a intrat în Roma în mai 1798 și s-a distins în special în Bătălia de la Trebia din 19 iunie 1799, unde a fost rănit, precum și în alte bătălii și lupte din 1799-1801. Din vremea în care Legiunile Poloneze se aflau încartiruite la Roma, Dąbrowski a obținut o serie de trofee de la un reprezentant roman, printre care cele pe care regele polonez Ioan al III-lea Sobieski le-a trimis acolo după victoria sa asupra Imperiului Otoman în Asediul Vienei din 1683; printre acestea se numără un stindard otoman ale cărui culori au devenit ulterior parte a culorilor Legiunilor. Cu toate acestea, Legiunile Poloneze nu au reușit niciodată să ajungă în Polonia și nu au eliberat țara, așa cum visase Dąbrowski. Napoleon a observat nemulțumirea din ce în ce mai mare a soldaților săi și a comandanților lor. Ei au fost foarte dezamăgiți de încheierea tratatului de pace între Franța și Rusia, semnat la Lunéville la 9 februarie 1801, care a spulberat speranțele polonezilor de a-și elibera patria cu ajutorul lui Bonaparte. La scurt timp, în martie 1801, Dąbrowski a reorganizat la Milano ambele legiuni în două unități puternice cu un efectiv de 6.000 de militari. Deziluzionați de Napoleon după încheierea Tratatului de la Lunéville, mulți legionari au părăsit legiunile, iar alte câteva mii au pierit atunci când legiunile au fost trimise să înăbușe Revoluția din Haiti din 1803; în acea vreme, Dąbrowski nu se mai afla la comanda Legiunilor.
Între timp, Dąbrowski a petrecut primii ani ai secolului al XIX-lea ca general în serviciul Republicii Italiene. În 1804 a primit Crucea de ofițer al Legiunii de Onoare, iar în anul următor Ordinul italian al Coroanei de Fier. Împreună cu Józef Wybicki, el a fost convocat din nou de Napoleon în toamna anului 1806 și însărcinat să recreeze formațiunea poloneză, pe care Napoleon voia să o folosească pentru a captura Polonia Mare de la Prusia. Conflictul care a urmat a fost cunoscut sub numele de Revolta din Polonia Mare, iar Dabrowski a fost comandantul-șef al forțelor insurgente poloneze. Generalul Dąbrowski s-a distins în Asediul orașului Tczew, în Asediul Gdańskului (1807) și în Bătălia de la Friedland (1807).

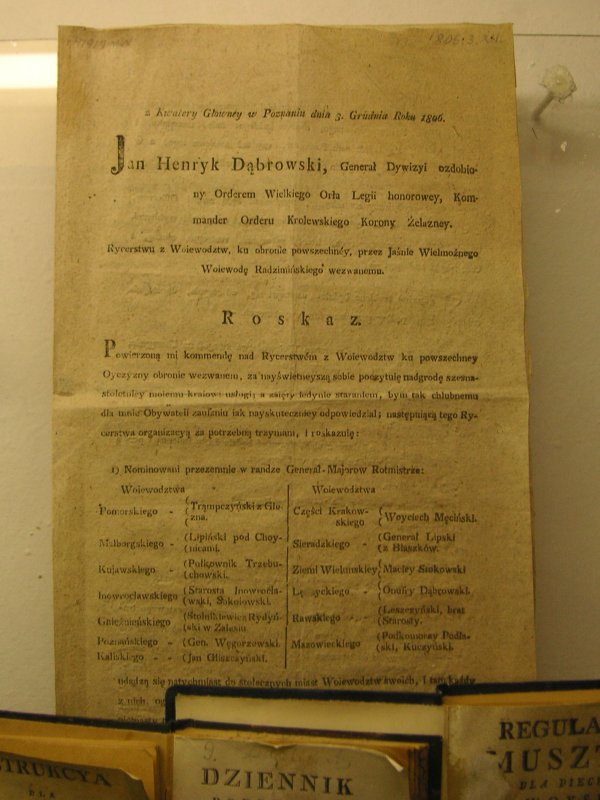
Ordinul de luptă al lui Dąbrowski din 1806 pentru eliberarea voievodatelor poloneze

În teritoriile poloneze recapturate a fost înființat în anul 1807 Ducatul Varșoviei, care a fost în esență un stat satelit al Imperiului Francez. Dąbrowski a devenit dezamăgit de Napoleon, care i-a oferit recompense monetare, dar nici o poziție militară sau guvernamentală importantă. El a primit, de asemenea, medalia Virtuti Militari în acel an. În 1809 el a participat la luptele pentru apărarea Poloniei împotriva invaziei austriece, aflându-se sub comanda prințului Józef Poniatowski. Intrând în Armata Ducatului Varșoviei la scurt timp după Bătălia de la Raszyn (1809), a luat parte la primele faze ale ofensivei din Galiția și a organizat apoi apărarea Poloniei Mari. În iunie 1812 Dąbrowski a comandat Divizia 17 Infanterie (Poloneză) a Corpului V al Grande Armée, în cursul Campaniei din Rusia a lui Napoleon. Cu toate acestea, prin luna octombrie, Războiul Franco-Rus a luat sfârșit și forțele franceze, decimate de o iarnă severă, au trebuit să se retragă. Dąbrowski a fost rănit în dezastruoasa Bătălie de la Berezina de la sfârșitul lunii noiembrie a anului 1812, iar conducerea și tactica sa militară au fost criticate. După reorganizarea în martie 1813 a Grande Armée, el a comandat Divizia 27 Infanterie (Poloneză) a Corpului VIII. A participat cu această divizie în Bătălia de la Leipzig (1813), iar ulterior, la 28 octombrie, a devenit comandantul șef al tuturor forțelor poloneze rămase în serviciul lui Napoleon, succedându-i generalului Antoni Paweł Sułkowski.

### Ultimii ani de viață
Dąbrowski a asociat întotdeauna Polonia independentă cu o armată poloneză și și-a oferit serviciile noii puteri care a promis că va organiza o astfel de formațiune militară: Rusia. El a fost unul dintre generalii însărcinați de țarul Alexandru I al Rusiei cu reorganizarea Armatei Ducatului Varșoviei în Armata Poloniei Congresului. În anul 1815 a primit titlurile de general de cavalerie și senator-voievod al noului Regat al Congresului. A fost decorat, de asemenea, cu Ordinul Vulturul Alb pe 9 decembrie 1815. Curând după aceea, s-a retras din politica activă. S-a stabilit în anul următor la moșia Winna Góra din Marele Ducat al Posenului, stat component al Regatului Prusiei, unde a murit la 6 iunie 1818, în urma unei combinații de pneumonie și cangrenă. A fost înmormântat în biserica din Winna Góra.
De-a lungul anilor, Dąbrowski a scris mai multe tratate militare, în principal despre Legiunile Poloneze, în limbile germană, franceză și poloneză.

### Amintirea sa
Dąbrowski a fost adesea criticat de contemporanii săi și de istoricii polonezi ai vremii, dar imaginea sa s-a îmbunătățit odată cu trecerea timpului. El a fost comparat adesea cu ceilalți doi eroi militari polonezi din vremea Împărțirii Poloniei și a Legiunilor Poloneze, Tadeusz Kościuszko și Józef Poniatowski, și cu părintele fondator al celei de-a Doua Republici Poloneze, Józef Piłsudski. Menționarea sa în imnul național polonez, cunoscut și sub numele de „Mazurca lui Dąbrowski”, a contribuit în mod special la faima pe care a dobândit-o în Polonia. Nu este un lucru neobișnuit ca tratatele moderne de istorie a Poloniei să-l descrie drept un „erou (național)”.
Dąbrowski este amintit și în afara Poloniei pentru contribuțiile sale istorice. Numele său, în versiunea franceză „Dombrowsky”, este înscris sub Arcul de Triumf din Paris.

## Legături externe
- Materiale media legate de Jan Henryk Dąbrowski la Wikimedia Commons
- „Mazurek Dąbrowskiego” (Mazurca lui Dąbrowski), imnul național al Poloniei, cu versuri scrise de Józef Rufin Wybicki herbu (stema) Rogala din Reggio Emilia, Republica Cisalpină, Italia de Nord, între 16 și 19 iulie 1797; muzica este o mazurcă neatribuită cuiva (compozitor necunoscut).